# Bleu saphir (film)
Cet article concerne le film de Felix Fuchssteiner et de Katharina Schöde. Pour le roman de Kerstin Gier, voir Bleu saphir. Pour la couleur, voir Bleu saphir.
Série Trilogie des gemmes
Rouge rubis
(2013) Vert émeraude
(2016)
Pour plus de détails, voir Fiche technique et Distribution.
Bleu saphir (Saphirblau) est un film fantastique allemand réalisé par Felix Fuchssteiner et Katharina Schöde, sorti en 2014.
Il s'agit de la seconde adaptation cinématographique du roman éponyme de la Trilogie des gemmes de Kerstin Gier, suite du film Rouge rubis.
Le film sera suivi par une troisième adaptation : Vert émeraude en 2016.

## Synopsis
Gwendolyn est le Rubis : elle possède le pouvoir inné de voyager dans le temps. Accompagnée de Gideon le Diamant, dont elle est éperdument amoureuse, elle a pour mission de traverser les époques à la recherche de 10 autres voyageurs du temps. Mais les ennuis ne font que commencer pour Gwen car en voulant percer les mystères du Cercle qui lui cache quelque chose au sujet d'une mystérieuse prophétie, elle va découvrir des secrets bien plus terribles au sujet de sa propre famille…

## Fiche technique
- Titre original : Saphirblau
- Titre français et québécois : Bleu saphir
- Titre international : Sapphire Blue
- Réalisation : Felix Fuchssteiner et Katharina Schöde
- Scénario : Katharina Schöde, d'après le roman de Kerstin Gier
- Musique : Philipp Fabian Kölmel
- Direction artistique : Michael Fissneider
- Décors : Ralf Schreck
- Costumes : Alexander Beck
- Photographie : Sonja Rom
- Son : Christian Bischoff, Bernhard Maurer, Mathias Maydl, Christof Ebhardt
- Montage : Wolfgang Weigl
- Production : Hans W. Geißendörfer, Markus Zimmer, Philipp Budweg, Felix Fuchssteiner, Robert Marciniak, Josef Reidinger et Katharina Schöde

Production exécutive : Tom Blieninger et Andreas Habermaier
Production déléguée : Herbert G. Kloiber
- Sociétés de production[1] : Lieblingsfilm, mem-film, ARRI Film & TV Services, Geißendörfer Film und Fernsehproduktion (GFF) et Tele München Fernseh Produktionsgesellschaft (TMG)
- Sociétés de distribution :
  - Allemagne : Concorde Filmverleih GmbH
  - France : Condor Entertainment (DVD et Blu-ray)
- Budget : n/a
- Pays de production :  Allemagne
- Langues originales : allemand, français, latin
- Format[2] : couleur - 2,35:1 (Cinémascope)
- Genre : fantastique, aventures, drame, romance
- Durée : 116 minutes
- Dates de sortie[3] :
  - Allemagne : 18 décembre 2014 (sortie nationale) ; 24 juin 2016 (Festival du film de Munich)
  - France : 24 avril 2015 (sortie directement en DVD et Blu-ray)
- Classification[4] :
  - Allemagne : Enfants de 6 ans et plus (FSK 6).
  - France : Tous publics.

## Distribution

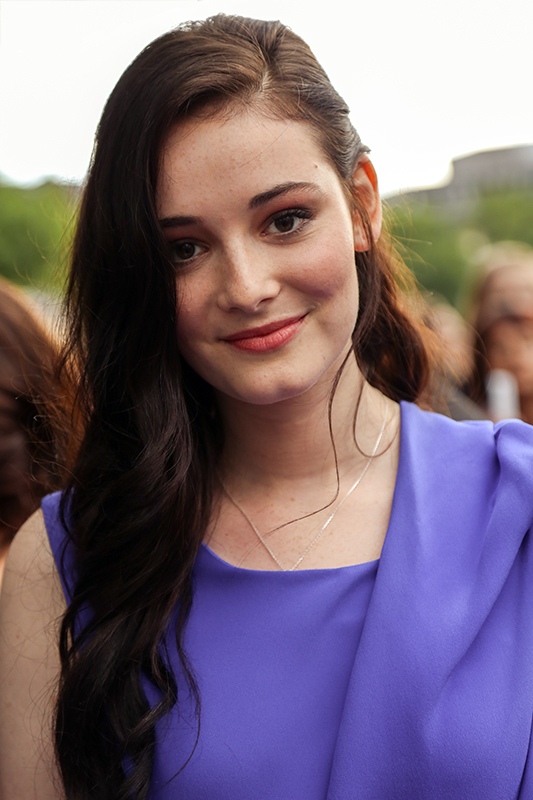
Maria Ehrich à la première de Bleu saphir à Cologne le 11 août 2014

- Maria Ehrich (VF : Jennifer Fauveau) : Gwendolyn Shepherd
- Jannis Niewöhner (VF : Gauthier Battoue) : Gideon de Villiers
- Rufus Beck (VF : Laurent Morteau) : Xemerius, la gargouille parlante (voix)
- Kostja Ullmann (VF : Paolo Domingo) : Schulgeist James Pimplebottom
- Bastian Trost (de) (VF : Valéry Schatz) : Lucas Montrose
- Lion Wasczyk (de) (VF : Julien Crampon) : Raphael de Villiers
- Peter Simonischek (VF : Bernard Tiphaine) : Comte de Saint-Germain
- Johannes Silberschneider (VF : Laurent Jacquet) : M. Bernhard, le majordome
- Josefine Preuß (VF : Céline Ronté) : Lucy Montrose
- Florian Bartholomäi (de) (VF : Stanislas Forlani) : Paul de Villiers
- Veronica Ferres (VF : Patricia Piazza) : Grace Shepherd
- Laura Berlin (VF : Adeline Moreau) : Charlotte Montrose
- Jennifer Lotsi (de) (VF : Alice Taurand) : Leslie Hay
- Justine del Corte (de) (VF : Marie-Madeleine Burguet-Le Doze) : Madame Rossini
- Katharina Thalbach (VF : Denise Metmer) : Madeleine « Maddy » Montrose
- Sibylle Canonica (de) : Glenda Montrose
- Johannes von Matuschka (de) (VF : Alexandre Cross) : M. Whitman
- Levin Henning (de) : Nick Shepherd
- Oscar Ortega Sánchez (de) (VF : Philippe Vincent) : Lord Alastair
- Rolf Kanies (VF : Marc Perez) : William de Villiers
- Christine Zart (de) : Hebamme
- Rüdiger Vogler (VF : Philippe Ariotti) : M. George
- Uwe Kockisch : Falk de Villiers
- Sandra Borgmann (de) : Lady Lavinia

Sources et légende : Version française selon le carton de doublage.

## Production

### Tournage
- Lieux de tournage : Aix-la-Chapelle, Berlin, Cologne

## Distinctions
En 2015, Bleu saphir a été sélectionné 2 fois dans diverses catégories et a remporté 2 récompenses.

### Récompenses
- Caméra d'or 2015 : Lilli Palmer Memorial Camera décerné à Maria Ehrich.
- Prix Jupiter 2015 : prix Jupiter de la Meilleure actrice allemande décerné à Maria Ehrich.

## Editions en vidéo
- Bleu saphir est sorti en :
  - DVD le 24 avril 2015[6],[7],
  - Blu-ray le 24 avril 2015[6],[8],
  - VOD le 23 avril 2015[6].